# Toghin (Tenkodogo)
Pour les articles homonymes, voir Toghin.
Toghin est un village du département et la commune rurale de Tenkodogo situé dans la province du Boulgou et la région du Centre-Est au Burkina Faso.